# Великий Браталов
Вели́кий Брата́лов (укр. Великий Браталів) — село на Украине, основано в 1581 году, находится в Любарском районе Житомирской области.
Код КОАТУУ — 1823181201. Население по переписи 2001 года составляет 287 человек. Почтовый индекс — 13113. Телефонный код — 4147. Занимает площадь 14,207 км².
В селе Великий Браталов родился советский украинский историк Иван Евсеевич Иванцов (1904—1941).

## Адрес местного совета
13113, Житомирская область, Любарский р-н, с.Великий Браталов, ул.Ленина, 2